# Luca Mălăiescu
Luca Mălăiescu (n. 17 iunie 1967) este un senator român, ales în 2024 din partea PSD.Și fost primar al Orașului Oțelu Roșu 